# Archäologisches Nationalmuseum Spoleto
Das Archäologische Nationalmuseum Spoleto (Museo archeologico nazionale di Spoleto) ist ein 1985 eröffnetes archäologisches Museum in Umbrien. Es befindet sich in Spoleto, Via S. Agata, 18/A.

## Ausstellungsstruktur

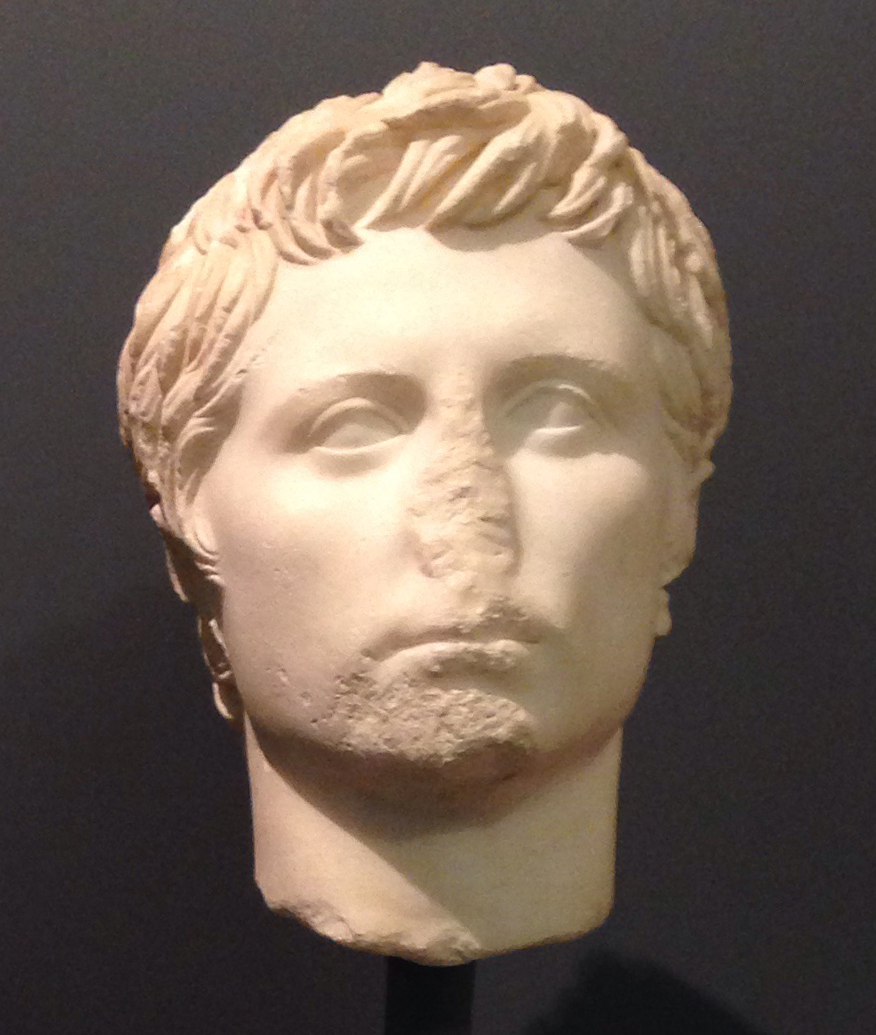
Augustuskopf

Das 1985 eröffnete Museum befindet sich in dem ehemaligen Kloster S. Agata. Dessen Komplex wurde in die Strukturen eines römischen Theaters gebaut, wobei erhebliche Teile der Mauern und sonstigen baulichen Strukturen übernommen wurden. Das Museum dient vor allem der Exposition der städtischen Entwicklung von Spoleto bis zur munizipalen Epoche, berücksichtigt dabei aber auch das umgebende Territorium.

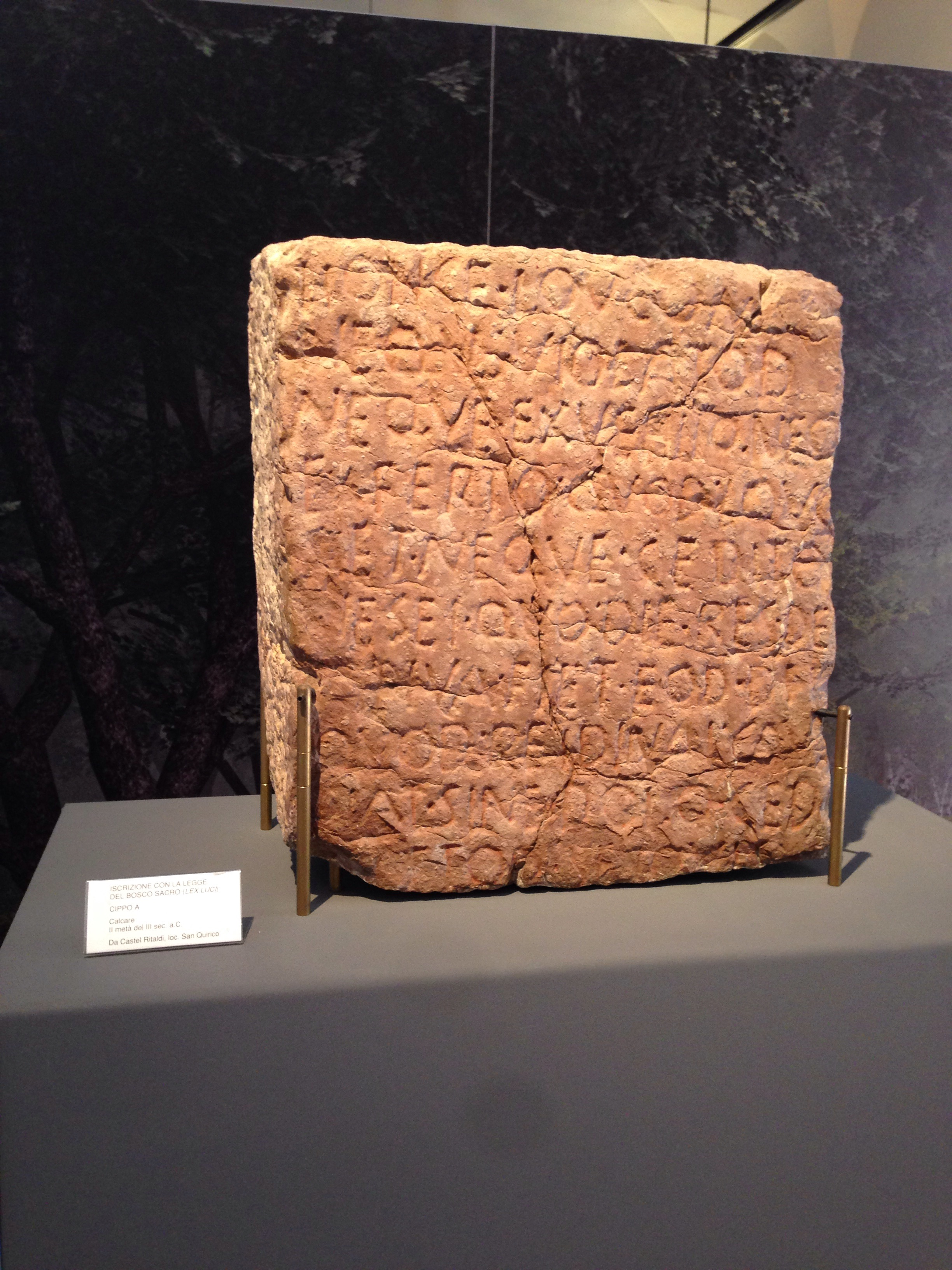
Die lex luci spoletina, verkürzt auch Lex spoletina genannt, entstand am Ende des 3. oder Beginn des 2. Jahrhunderts v. Chr.

Die ältesten Artefakte stammen dabei aus der Bronzezeit, gefolgt von der Zeit der Umbrer. Deren Zeit wird vor allem durch die reichhaltigen Funde einer Nekropole dargeboten, die an der Piazza d’Armi entdeckt wurde. Diese wiederum stammt aus dem 7. bis 6. Jahrhundert v. Chr. Archäologische Spuren aus der Zeit bis zur Gründung der latinischen Kolonie im Jahr 241 v. Chr., wie Inschriften oder Terrakotten, Strukturen von Läden oder von Werkstätten der Keramikproduktion lassen sich an den Funden ebenso ablesen wie die Struktur von Stadt und Territorium. So hat sich auf zwei Steinen die lex luci spoletina in archaischem Latein erhalten, in der Strafen für den Fall der Profanierung des Waldes, der Jupiter geweiht war, angedroht werden. Dabei standen die beiden Steine, die für die Durchsetzung der lateinischen Schrift und Sprache, der Rechtssprache sowie für das archaische Latein selbst von großer Bedeutung sind, wohl am Rande des großen Waldgebietes im Abstand von etwa 20 km. Die munizipale Epoche wird zudem durch monumentale Inschriften, Skulpturen und -fragmente, aber auch durch Mosaiken im ersten Stockwerk fassbar.
Im zweiten Stockwerk befinden sich Exponate aus der Valnerina, dem Gebiet, das seit jeher in engster Beziehung zur Stadt steht. Dazu gehören spätbronzezeitliche Urnen aus der Nekropole von Monteleone di Spoleto ebenso wie die Überreste aus dem dortigen Heiligtum sowie dem von Montefranco. Zu den bedeutenden Fundstücken gehören darüber hinaus die Grabbeigaben der hellenistischen und römischen Nekropole Norcia. 
Auch viele Exponate aus der Sammlung Canzio Sapori, die vor wenigen Jahren dem Staat vermacht wurde, stammen aus dem Spoletaner Umland. Dazu zählen eine Urne aus Ponte di Cerreto mit geometrischem Dekor und ein bemerkenswertes männliches Porträt aus spätrepublikanischer Zeit, das aus Ferentillo stammt.
Eine eigens ausgestaltete Sektion birgt die Funde des 7. Jahrhunderts v. Chr. von der Nekropole an der Piazza d’Armi, die zwischen 2008 und 2011 Aufnahme fanden. Auch das römische Theater aus dem 1. Jahrhundert v. Chr., das restauriert wurde, erhielt eine eigene Abteilung für seine Skulpturen, die zwischen den 1950er und 1990er Jahren ausgegraben wurden. Dazu zählen porträtartige Steinmetzarbeiten von Augustus und von Julius Caesar.